# Червен неон
Червеният неон (Paracheirodon axelrodi) е вид сладководна риба от семейство Харациди.

## Разпространение
Среща се в горната част на река Ориноко, както и в река Рио Негро в Южна Америка.

## Описание
Достига максимална дължина от 3 cm (1,2 in).
Външният вид на червения неон е подобен на този на обикновения неон, с които често се бърка.